# Первомайська сільська рада (Нурімановський район)
Первома́йська сільська рада (рос. Первомайский сельский совет) — муніципальне утворення у складі Нурімановського району Башкортостану, Росія. Адміністративний центр та єдиний населений пункт — присілок Первомайськ.

## Населення
Населення — 298 осіб (2019, 355 в 2010, 415 в 2002).

## Склад
До складу поселення входять такі населені пункти:
| Населений пункт       | Населення, осіб (2002) | Населення, осіб (2010) |
| --------------------- | ---------------------- | ---------------------- |
| Просвіт, селище       | 0                      | -                      |
| Первомайськ, присілок | 415                    | 355                    |